# Phaeophilacris gymnica
Phaeophilacris gymnica är en insektsart som beskrevs av Karsch 1893. Phaeophilacris gymnica ingår i släktet Phaeophilacris och familjen syrsor. Inga underarter finns listade i Catalogue of Life.